# Acantholithodes hispidus
Acantholithodes hispidus is een tienpotigensoort uit de familie van de Hapalogastridae. De wetenschappelijke naam van de soort is voor het eerst geldig gepubliceerd in 1860 door Stimpson.